# 바르바라 볼니츠카셰프치크
바르바라 미로스와바 볼니츠카셰프치크(폴란드어: Barbara Mirosława Wolnicka-Szewczyk, 1970년 3월 21일~)는 폴란드의 전직 펜싱 선수로 주 종목은 플뢰레이다. 2000년 하계 올림픽에서 여자 플뢰레 단체전 은메달을 획득했고 세계 선수권 대회에서 금메달 1개, 은메달 2개, 동메달 2개를 획득했다.
결혼 전 이름은 바르바라 미로스와바 셰프치크(폴란드어: Barbara Mirosława Szewczyk)였다.

## 수상

### 수훈
- 황금 명예 십자장(2000년)